# Gryllotalpa major
Gryllotalpa major é uma espécie de insecto da família Gryllotalpidae.
É endémica dos Estados Unidos da América.
Os seus habitats naturais são: campos de gramíneas de clima temperado.
Está ameaçada por perda de habitat.